# Superargo contre les robots
Pour plus de détails, voir Fiche technique et Distribution.
Superargo contre les robots (Superargo - L'invincibile Superman) est un film de super-héros hispano-italien réalisé par Paolo Bianchini et sorti en 1968.
Le film est la suite de Superargo contre Diabolikus de Nick Nostro, sorti deux ans plus tôt,,.

## Synopsis
Superargo se bat contre des robots humanoïdes radiocommandés. Pendant ce temps, un de ses amis cherche à le tuer.

## Fiche technique
- Titre français : Superargo contre les robots[4]
- Titre original espagnol : Superargo, el gigante
- Titre original italien : Superargo - L'invincibile Superman ou Il re dei criminali ou Superargo[5]
- Réalisateur : Paolo Bianchini
- Scénario : Julio Buchs[6]
- Photographie : Aldo Greci, Godofredo Pacheco[6]
- Montage : Juan María Pisón
- Musique : Berto Pisano[6]
- Décors : Jaime Pérez Cubero
- Production : Elsio Mancuso, Luigi Annibaldi
- Société de production : GV Cinematografica, Società Europea Cinematografica, Ízaro Films[6]
- Pays de production :  Italie -  Espagne
- Langue originale : italien
- Format : Couleur par Eastmancolor - 2,35:1 - Son mono - 35 mm
- Durée : 102 minutes (1 h 42)[6]
- Genre : Film fantastique, film d'aventures, film de science-fiction, film de super-héros
- Dates de sortie :
  - Italie : 26 janvier 1968
  - France : 22 juin 1968
  - Espagne : 23 décembre 1968

## Distribution
- Giovanni Cianfriglia (sous le nom de « Ken Wood ») : Superargo
- Guy Madison : Professeur Wendland Wond
- Luisa Baratto (sous le nom de « Liz Barrett ») : Claire Brand
- Diana Lorys : Gloria Devon
- Aldo Sambrell : Kamir / Pao-Ki
- Tomás Blanco : Davies
- Sergio Testori : Jo Brand
- Valerio Tordi : Professeur Presenski
- Aldo Bufi Landi : J.G. Stafford
- Valentino Macchi : gardien de banque
- Loris Bazzocchi (sous le nom de « Dennis McCloud ») : robot humanoïde radiocommandé